# Roland Yuno Rech

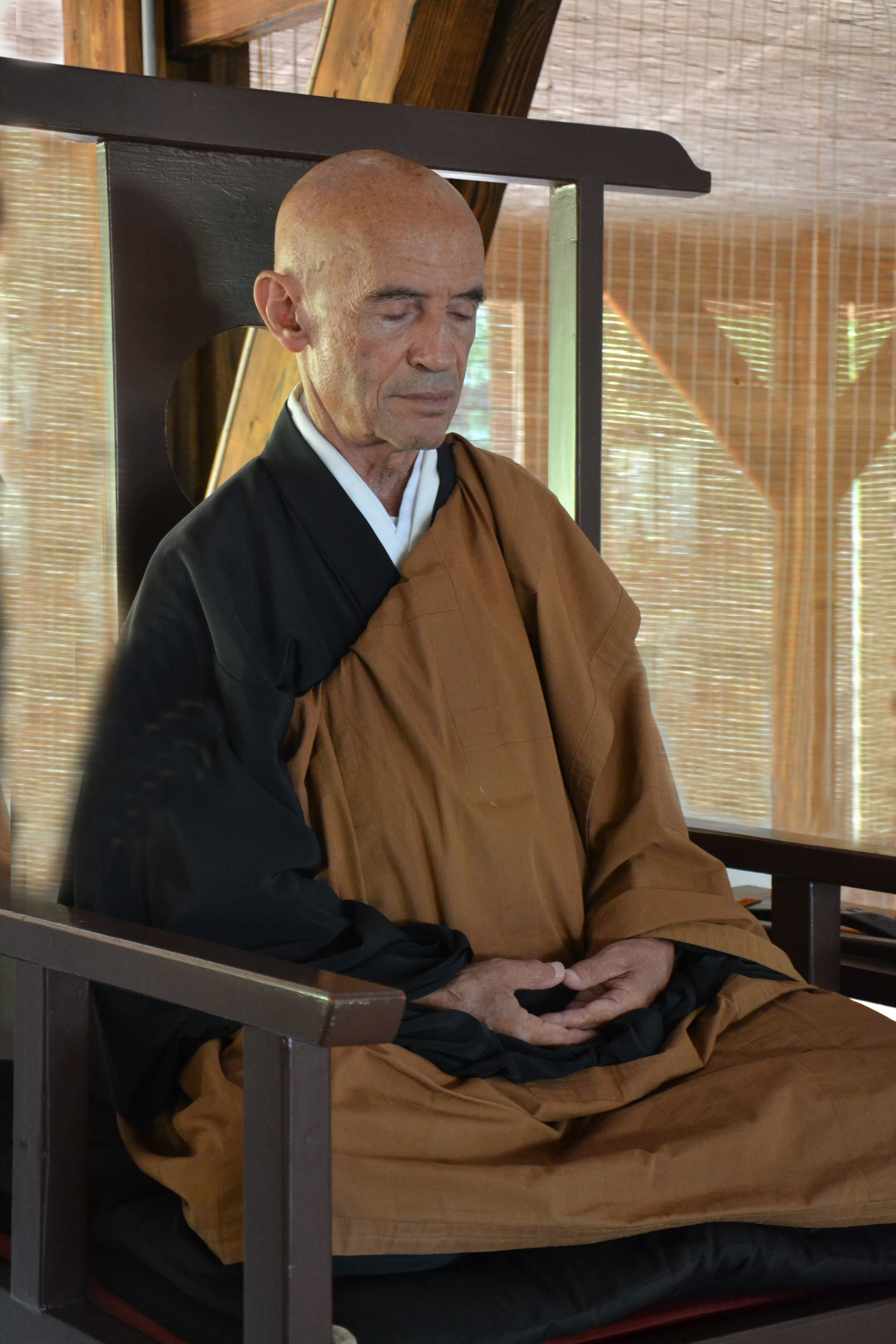
Meister Roland Yuno Rech auf der La Gendronniére

Roland Yuno Rech (geboren als Roland Rech am 20. Juni 1944 in Paris) ist ein französischer Zen-buddhistischer Meister und Autor.

## Biographie
Roland Yuno Rech, geboren 1944, schloss 1966 sein Studium am Institut d’études politiques in Paris ab und absolvierte anschließend ein DESS (diplôme d'études supérieures spécialisées, Hochschuldiplom) in Psychologie. Nach drei Jahren Arbeit in der Industrie begab er sich auf eine Weltreise zur Selbstfindung und zur Suche nach Lebenssinn.  Zunächst war er der Ansicht, durch soziales, wirtschaftliches und politisches Handeln eine gerechte Welt schaffen zu können. Enttäuscht von politischen Aktionen kam er zu dem Schluss, dass wahre Veränderung nur durch Selbsttransformation möglich ist. Er suchte nach einem Weg zur inneren Umkehr und lehnte religiöse Praktiken ab. Stattdessen bevorzugte er die direkte Verwirklichung der Wahrheit, ohne Glaubens- oder Gedankensystem. Meditationssysteme erschienen ihm zu kompliziert und an Glaubenseinstellungen gebunden.
1971, nach der Weltreise und auf der Suche nach einem Weg, der seinem Leben einen Sinn geben würde, da ihn die Politik und die katholische Religion enttäuscht hatten, entdeckte er Zazen (Sitzmeditation) im alten Sōtō-Tempel Antaiji in Kyoto. Schon beim ersten Zazen verschwand seine Frage nach dem Sinn des Lebens und wurde durch ein Vertrauen in den Weg ersetzt, der sich vor ihm auftat. Er beschreibt diese Erfahrung der inneren Umkehr wie folgt:

„In einem Augenblick, ich weiß gar nicht, wie lange das gedauert hat, habe ich ein großes Glücksgefühl empfunden. Ich weiß nicht genau, was da abgelaufen ist. Aber mein Geist hat sich da komplett geändert, hat sich um 180 Grad gedreht. Ich habe überhaupt nicht mehr das Bedürfnis nach etwas anderem empfunden. Es war wie ein In-Kontakt-Treten mit einer Wirklichkeit in mir, die ausreichend war. - Das ist sehr, sehr schwierig mit Worten zu erklären. - Das Ergebnis war, daß ich plötzlich völlig ruhig, in völligem Frieden war. Es war nicht mehr notwendig, irgendwoanders hinzugehen, irgendwo etwas zu suchen, irgend etwas zu erwarten. Das ging sogar so weit, daß die Frage nach dem Sinn des Lebens keinen Sinn mehr hatte. Für mich war es ausreichend, einfach zu sitzen. Dem fehlte nichts. Es war nicht notwendig, dem noch irgendeinen Sinn aufzusetzen. Das war der Kontakt mit einer Dimension des Lebens, die die Frage nach dem Sinn auflöste.“

Zu einem späteren Zeitpunkt verspürte er nicht länger das Bedürfnis, in einem japanischen Tempel zu praktizieren. Er wurde auf den japanischen Zen-Meister Taisen Deshimaru aufmerksam und fasste den Entschluss, ihn in Paris aufzusuchen. Rech kehrte nach Frankreich zurück, um die Lehre von Deshimaru zu befolgen, dessen Schüler er von 1972 bis zu dessen Tod im Jahr 1982 war.
Er wurde 1974 zum Mönch geweiht.
Deshimarus Empfehlungen folgend, nahm er wieder eine leitende Tätigkeit in der Industrie auf, die ihm die Gelegenheit bot, die Zen-Praxis im täglichen, wirtschaftlichen und sozialen Leben zu erfahren.
Während er in der Industrie arbeitete, half er seiner Mission, indem er einer seiner Übersetzer wurde, sich um die Koordination von Dojos und die Herausgabe seiner Bücher kümmerte und Sesshins leitete.
Nach dem Tod seines Meisters Taisen Deshimaru widmete er sich hauptsächlich der Praxis und Lehre des Zen im Rahmen der Internationalen Zen-Vereinigung (Association Zen Internationale, AZI), deren Präsident er bis 1994 war.
1984 beglaubigte Meister Niwa Rempō Zenji, Vorsteher des Eihei-ji-Tempels und Vertreter der höchsten Autorität des Sōtō-Zen in Japan, Deshimarus Mission, indem er die Weitergabe des Dharma (Shiho) an drei seiner ältesten Schüler übergab, darunter Roland Rech, der daraufhin den Dharma-Namen Yuno (fähig, mutig) annahm. Er ist 15 Jahre lang Vizepräsident der Buddhistischen Union Frankreichs (UBF), nachdem er 1986 an deren Gründung beteiligt war.
Er unterrichtet im Tempel Gyo Butsu-ji in Nizza sowie im Tempel La Gendronnière und in den Sesshins, die von der AZI organisiert werden, deren Vizepräsident er ist.
Er ist Missionar (伝道教師, dendō kyōshi) des Sōtō Zen in Europa.
Im Jahr 2007 gründeten seine Schüler die Association Buddhiste Zen d'Europe (ABZE). Ihr Hauptziel ist es, die Praxis des Soto-Zen-Buddhismus zu organisieren und zu verbreiten.

## Weitergabe des Dharma

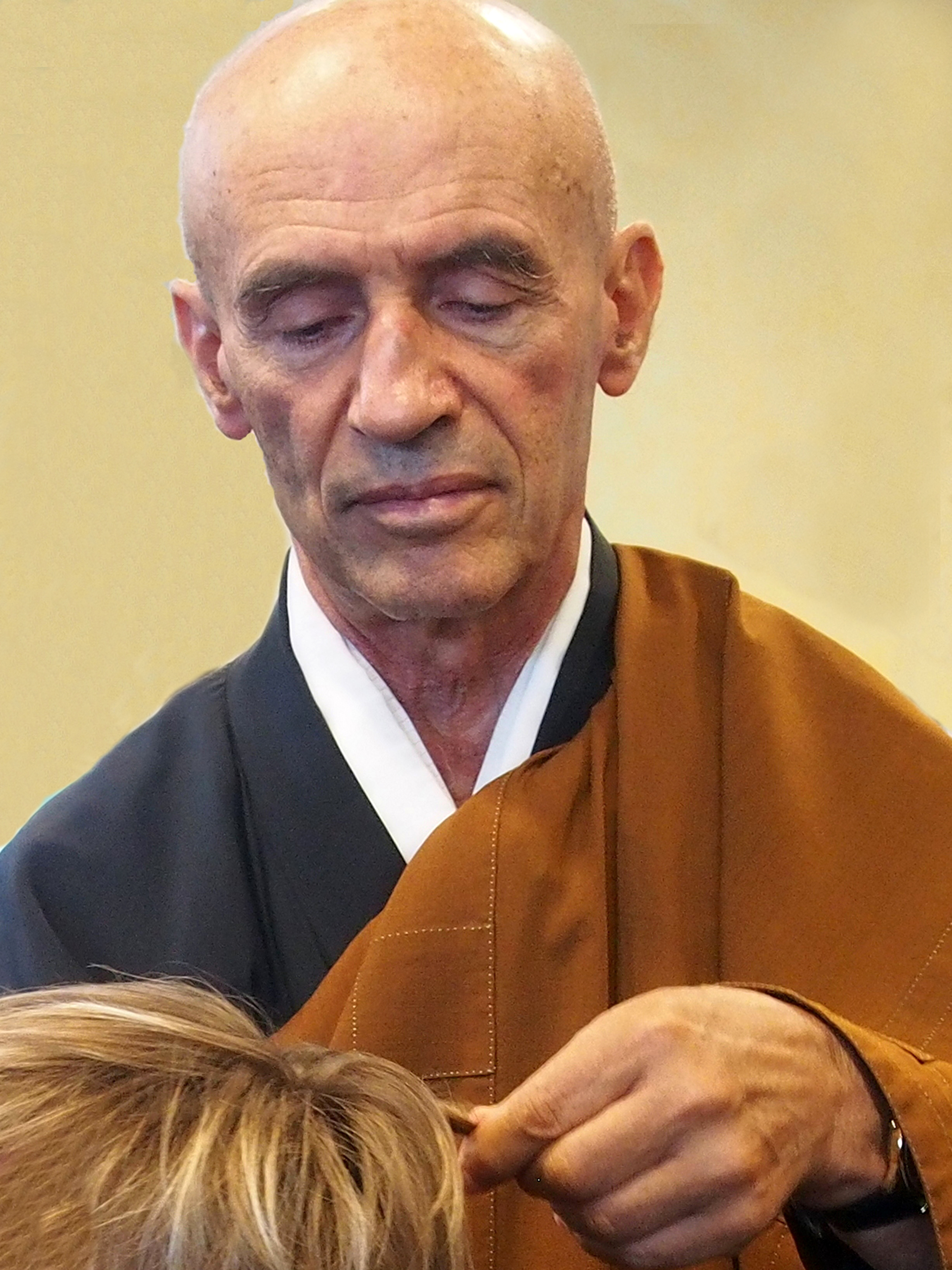
Roland Yuno Rech bei der Jukai Zeremonie

| Name                          | Weitergabe des Dharma | Verantwortlichkeiten         | Ort                             | Staat                |
| Patrick Pargnien              | 2010                  | Dojo von Bordeaux            | Bordeaux                        | Frankreich           |
| Heinz-Jürgen Metzger          | 2010                  | Sangha des Buddha Wegs       | Köln Solingen Weimar-Buchenwald | Deutschland          |
| Sengyo Van Leuven             | 2011                  | Zen Tempel Jōhōji            | Rom                             | Italien              |
| Emanuela Dōsan Losi           | 2012                  | Dojo von Carpi               | Carpi                           | Italien              |
| Pascal-Olivier Kyōsei Reynaud | 2013                  | Zen Dojo von Narbonne        | Narbonne                        | Frankreich           |
| Michel Jigen Fabra            | 2014                  | Zen Dojo von Carpentras      | Carpentras                      | Frankreich           |
| Konrad Kosan Maquestieau      | 2015                  | Shodo Dojo                   | Halle                           | Belgien              |
| Nansen Salas                  | 2016                  | Kannon Zen-Dojo              | Barcelona                       | Spanien              |
| Claude É Mon Cannizzo         | 2016                  | Dojo Butsu Shin Zendo        | Mülhausen                       | Frankreich           |
| Alonso Ufano                  | 2016                  | Dojo von Sevilla             | Sevilla                         | Spanien              |
| Antoine Charlot               | 2018                  | Zen Zentrum von Bondy        | Bondy                           | Frankreich           |
| Marc Chigen Estéban           | 2018                  | Dojo von Chalon-sur-Saône    | Chalon-sur-Saône                | Frankreich           |
| Beppe Mokuza Signoritti       | 2019                  | Dojo Bodai                   | Alba                            | Italien              |
| Eveline Kogen Pascual         | 2019                  | Dojo Kanjizai                | Aachen                          | Deutschland          |
| Jean-Pierre Romain            | 2022                  | Zen Dojo von Paris           | Paris                           | Frankreich           |
| Huguette Moku Myo Siréjol     | 2022                  | Dojo von Toulouse            | Toulouse                        | Frankreich           |
| Sergio Gurevich               | 2023                  | Zen-Gruppe von Sitges-Garraf | Sitges-Garraf                   | Spanien (Katalonien) |
| Luc Sojo Bordes               | 2023                  | Zen-Gruppe von Vernon        | Saint-Pierre d’Autils           | Frankreich           |
| Claus Heiki Bockbreder        | 2024                  | Dojo Melle und Osnabrück     | Melle; Osnabrück                | Deutschland          |
| Silvia Hoju Leyer             | 2024                  | Dojo Kanjizai                | Aachen                          | Deutschland          |

## Bibliographie

### Deutsche Publikationen
- Die Praxis der stillen Erleuchtung: Kusen zu Meister Wanshi „Das Feld der Leerheit“, epubli 2022, ISBN 978-3-7549-7776-7

- Die Fallen auf dem Zen-Weg, Werner Kristkeitz 2021, ISBN 978-3-948378-14-1
- Zazen: Die Praxis von Frieden und Glück: Kommentare zum Shobogenzo Zazengi von Meister Dogen, epubli 2021, ISBN 978-3-7531-5517-3
- Zen-Mönch in Europa, Kristkeitz Verlag 2000, ISBN 978-3-921508-83-1

### Französische Publikationen
- Moine zen en Occident, entretiens avec Romana et Bruno Solt, Éditions Albin Michel, coll. « Spiritualités vivantes », Paris, 1994, 213 p. ; réed. 2009, ISBN 2-226-06957-7
- Zen, l'éveil au quotidien, Actes sud, coll. « Le souffle de l'esprit », Arles, 1999, 42 p. ISBN 2-7427-2422-2
- Éveil graduel, éveil subit, commentaires du "Sûtra de l'estrade" de maître Eno, Éd. Yuno Kusen, Paris, 2000, 183 p. ISBN 2-9515490-1-6
- Voies d'éveil, commentaire des 37 voies de l'éveil du "Shōbōgenzō" de maître Dōgen, Éd. Yuno Kusen, Paris, 2000, 180 p. ISBN 2-9515490-0-8
- La Quête du sens, Albin Michel, 2000, réed. 2004. Avec la participation de Stan Rougier, Lama Puntso, Swâmi Saraswati, Jean-Paul Guetny, Cheikh Khaled Bentounès, Richard Moss, Marie de Hennezel, Christiane Singer.
- L'enseignement de maître Hyakujō, Éd. Yuno kusen, Paris, 2001, 2 vol.
- Le "Denkō roku" de maître Keizan, Éd. Yuno kusen, Paris, 2002–2007, 6 vol.
- Le zen du Bouddha, Éd. Yuno Kusen, Paris, 2002, 225 p. ISBN 2-9515490-4-0.
- Accompagner la fin de vie zen, illustrations de Christian Gaudin, Editions du Relié, Paris, 2019, ISBN 978-2-35490-212-4

- Manuel de médiation zen: Les grands textes de maître Dogen commentés, Editions du Relié, Paris, 2020, 248 p. ISBN 978-2-35490-235-3

- 108 Lumineuses Portes du Dharma: 2 volumes, Éd. Yuno Kusen, Nice, 2018 et 2020, 224 et 226 p., ISBN 978-2-9543405-2-4
- Bodaishin, l'esprit d'Eveil, Éd. Yuno Kusen, Nice, 2013, 108 p.
- Sûtras zen : Commentés et chantés, Editions du Relié, Paris, 2017, 296 p., ISBN 978-2-35490-167-7

- L'illumination silencieuse: Le message du maître zen Wanshi au XIIe siècle, Editions du Relié, Paris, 2013, 198 p., ISBN 978-2-35490-097-7

- Le champ de la vacuité: L'enseignement de Maître Wanshi, Volume I, Editions du Relié, Paris, 2012, 207 p., ISBN 978-2-35490-072-4

- Les pièges sur la Voie, Éditions Yuno Kusen, Nice, 2012, 108 p., ISBN 978-2-9525507-8-9

- Guérir l'esprit, Editions Yuno Kusen, Nice, 2014, 130 p., ISBN 978-2-9525507-8-9

- Stances du milieu par excellence de Nagarjuna, Editions Yuno Kusen, Nice, 2012, 98 p., ISBN 978-2-9525507-7-2
- Sûtras zen : Commentés et chantés, Editions du Relié, Paris, 2017, 296 p., ISBN 978-2-35490-167-7